# صح النوم (مسرحية)
صح النوم، مسرحية لبنانية بطولة السيدة فيروز. قدمت عام 1971.
صح النوم1971: وعام 2008 في دار الأوبرا في دمشق بعد غياب المطربة فيروز عن المسرح 20 عاما

## الشخصيات
قرنفل: فيروز
زيدون المستشار: نصري شمس الدين
الوالي: أنطوان كرباج
شاكر الكندرجي: ايلي شويري
عيد الحارس: وليم حسواني
مع هدى وجوزيف ناصيف
كلمات وألحان: الأخوين رحباني
- شام يا ذا السيف: سعيد عقل
- زوروني: كلمات سيد درويش

## أغاني المسرحية
- بعدك حبيبي
- يا قمر يا قمر
- زوروني

(قدمت في البيكاديللي ودمشق عام 1971)
المسرحية نقد سياسي لطيف آخر، ضمن قالب مسرحي، حيث فيروز كالعادة تمثل العنصر الصالح البسيط، الذي يحارب الظلم، بصوتها الأسطوري، وحوارها الظريف،
وتصرفاتها المشاكسة.
في هذا اليوم، ينتظر أن يستيقظ الوالي (أنطوان كرباج) من نومته الطويلة لمدة شهر. فالقمر صار بدراً، والوقت قد حان ليفيق الوالي، ويختم ثلاث أوراق
من طلبات الأهالي قبل أن يتعب ويعود إلى نومه لشهر آخر.
لا يمكن إنجاز شيء بدون ختم الوالي، حتى الخروج من السجن، لذلك كان الأهالي ينتظرون طويلاً لكي يحصلوا على أية موافقة.
قرنفل (فيروز) لا تزال تنتظر منذ ستة أشهر حتى يختم طلبها. سقف بيتها تهدم، وهي تعيش تحت الشمسية، غبر قادرة على إصلاح السقف بدون ختم
الوالي. كان صبرها قد نفذ، وجدالها مع زيدون المستشار (نصري شمس الدين) كان كمن يجادل أصماً.
استيقظ الوالي، وختم ثلاث أوراق فقط كما هو منتظر، وعاد ثانية إلى النوم. لكنه لم يمهر طلب قرنفل، التي ستكون عرضة للبرد والمطر بدون السقف.
قررت أن تسرق ختم الوالي لتختم طلبها، وعندما نجحت في سرقته، لم تختم طلبها وحسب، بل كل الطلبات المنتظرة، ما عدا طلب شاكر الكندرجي (إيلي شويري)، الذي لم يسلمها حذاءها الذي طلبته منه منذ ثلاثة أشهر. وبما أنها لم تكن قادرة على إعادة الختم إلى مكانه، رمته في بئر مهجور.
بختم كل الطلبات، ساد جو من البهجة والنشاط، وتم إنجاز الكثير من الأعمال المتوقفة. مر شهر آخر، والوالي سيفيق من جديد.
حاولت قرنفل أن تقنع الآخرين بأن يتركوا الوالي نائماً، لخوفها من كشف سرقتها، لكنهم أصروا على إيقاظ الوالي، لكي يرى ما تم إنجازه خلال الشهر
الفائت.
استيقظ الوالي واكتشف سرقة الختم. لم يتطلب الأمر سوى استجواب قصير لقرنفل، حتى اعترفت بفعلتها. طلب الناس الرحمة لقرنفل، التي قدمت لهم
خدمة عظيمة، لكن الوالي أصر على معاقبتها عقوبة غريبة، وهي أن تربط على فرس وحشية، وتترك لتهيم على وجهها لبقية عمرها. لكن هذا الأمر
يحتاج أيضاً للختم كي يعمل به.
حاولت قرنفل أن تكفّر عن ذنبها، فطلبت أن تربط بحبل، وتنزل إلى البئر لتبحث عن الختم. وجدت الختم، وأعادته إلى الوالي، الذي لم يسامحها على «جريمتها» فقط، بل أوكل إليها مهمة ختم كل الطلبات من الآن فصاعداً. ثم عاشوا عيشة سعيدة.